# Laertes

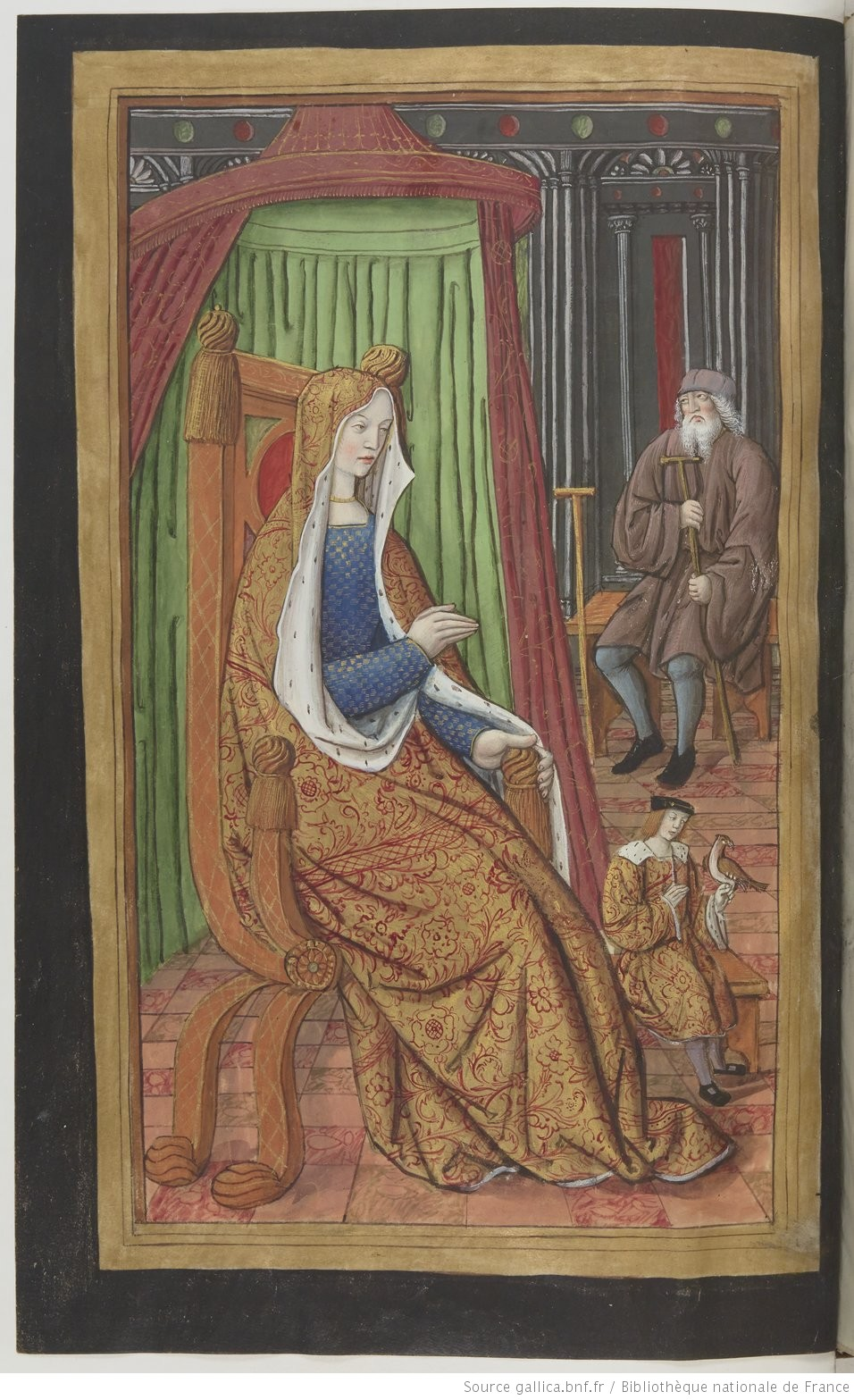
Miniatura sacada de la traducción de Octavien de Saint-Gelais (1468-1502) de las Heroidas de Ovidio: Penélope, su suegro Laertes y su hijo Telémaco. Biblioteca Nacional de Francia.

En la mitología griega, Laertes (en griego antiguo: Λαέρτης Laértēs), rey de Ítaca, era hijo de Arcesio y Calcomedusa, esposo de Anticlea y padre de Odiseo. El título de Laertes era el de rey de Cefalonia, que heredó de su padre Arcesio y de su abuelo Céfalo. Su reino incluyó Ítaca e islas circundantes, y quizás la parte vecina del continente.
En la Biblioteca mitológica, Laertes figura en el catálogo de los Argonautas. Participó también en la caza del Jabalí de Calidón. 
Laertes es célebre por ser el padre de Odiseo y Ctímene, por su esposa Anticlea, hija del ladrón y argonauta Autólico. Hay, sin embargo, otras versiones en las que Odiseo nació de la unión de Anticlea con Sísifo. 
En la Odisea, aparece Laertes en un segundo plano, retirado y triste hasta la vuelta de su hijo. Rejuvenecido el anciano monarca por Atenea, ayuda a su hijo y a su nieto en el pleito de sangre surgido contra los familiares de los pretendientes muertos. 